# Sandmannen
För andra betydelser, se Sandmannen (olika betydelser).
Sandmannen (tyska: Der Sandmann) är en berättelse av den tyske författaren E.T.A. Hoffmann. Novellen består av tre skilda brev och har senare utkommit som kortroman.

## Handling
I det första brevet skriver berättelsens huvudperson Nathanael till sin käresta Klaras bror Lothar. Han berättar där hur hans tid bortrest i studier har resulterat i ett obehagligt möte med en man. Mannen, Giuseppe Coppola, är en barometerförsäljare och påminner Nathanael mycket om hans fars baneman Coppelius. Coppelius var en hemsk person som ofta var över på middag under Nathanaels barndom. Hans mor berättade om Sandmannen för att få honom till sängs. Sandmannen var en hemsk varelse som kom och kastade sand i barns ansikten så ögonen trillade ut, Nathanael blir senare övertygad om att Coppelius är sandmannen och Coppelius är numer Coppola reinkarnerad, i annan skepnad.
I det andra brevet skriver hans älskade Klara till honom. Vi får en kort skildring där hon ber honom glömma den hemske Coppola och hon förklarar sin kärlek till honom.   
I det sista och tredje brevet skriver Nathanael än en gång till Lothar där han konstaterar att det inte var bra att Klara läst hans brev, men att det varit hans eget fel. Han är klart fascinerad av att hon är så djupsinnigt filosofisk och att hon har rätt då Coppola förmodligen inte är Coppelius. 
Efter breven tar författaren upp historien och vi kan anta att Hoffmann själv är denne författare i berättelsen. Nathanael blir övertygad om att han kanske bara fantiserar om Coppola och att han i barndomen bara fantiserat ihop denna hemska person. När denne står vid hans dörr och vill sälja barometrar nekar han först och Coppola visar honom en massa glasögon vilket gör Nathanael svag och ber honom gå. Coppola tar undan glasögonen och visar små kikare istället och Nathanael lugnar ner sig och provar att titta i ett par och råkar då titta på Olimpia och blir alldeles betagen och köper kikaren.
Med den börjar han stirra i ändlösa timmar över gatan på en nästintill orörlig kvinna, Olimpia som sitter dagarna i ända i ett mörkt rum. Han blir otroligt upptagen av henne. Professorn, kvinnans fader bjuder till bal och Nathanael blir bjuden där han dansar med denna tystlåtna kvinna som ofta känns kall. Han blir förälskad och tillbringar senare dagarna i ända hos Olimpia och berättar sina historier. Hans vän försöker hjälpa honom, han berättar hur underlig Olimpia verkar men Nathanael vill inte lyssna. Han ser något som ingen annan ser hos henne. Det slutar med att han vill gifta sig med Olimpia. Hon visar sig vara en robot konstruerad av professorn och ögonen har Coppola skapat. Nathanael försöker döda Olimpias far men hindras och ligger sjuk länge. När han vaknar till sans är det Klara som tagit hand om honom och en vän som stått vid hans sida hela hans sjukdomstid. 
Han återförenas med Klara och de ska till att gifta sig. De är ute och promenerar och kommer till ett utkikstorn. Nathanael tar fram sin kikare och blir alldeles galen och försöker döda Klara. Lothar lyckas rädda henne och bär henne därifrån medan Nathanael hoppar omkring alldeles galen i tornet. Allt detta har lockat dit folk och när Nathanael får se en ondskefullt skrattande Coppelius i folkmassan kastar han sig nerför tornet.